# Halima Ibrahim Abdel Rahman
Halima Ibrahim Abdel Rahman est une femme politique libyenne.
Depuis mars 2021, elle est ministre de la Justice au sein du gouvernement Abdel Hamid Dbeibah,.